# Eufriesea rugosa
Eufriesea rugosa là một loài Hymenoptera trong họ Apidae. Loài này được Friese mô tả khoa học năm 1899.